# Vého
Vého is een gemeente in het Franse departement Meurthe-et-Moselle in de regio Grand Est en maakt deel uit van het arrondissement Lunéville. De gemeente telde 111 inwoners op 1 januari 2022.

## Geschiedenis
Vého maakte deel uit van het kanton Blâmont tot het op 22 maart 2015 werd opgeheven en de gemeenten werden opgenomen in het kanton Baccarat.

## Geografie
De oppervlakte van Vého bedraagt 7,74 vierkante kilometer; Op 1 januari 2022 was de bevolkingsdichtheid 14,3 inwoners per km².
De onderstaande kaart toont de ligging van Vého met de belangrijkste infrastructuur en aangrenzende gemeenten.

## Demografie
Onderstaande figuur toont het verloop van het inwonertal.

## Geboren
- Henri Grégoire, (1750-1831), Frans katholiek geestelijke en politicus, bekend als abbé Grégoire